# William Smyth (historien)
William Smyth (1765 à Liverpool - 24 juin 1849 à Norwich) est un poète et historien anglais, qui devient professeur Regius à Cambridge en 1807.

## Biographie
Fils du marchand-banquier Thomas Smyth, il est né à Liverpool. Après avoir fréquenté un externat de la ville, il se rend au Collège d'Eton, où il reste trois ans. En quittant Eton, il étudie avec un tuteur à Bury, Lancashire, et en janvier 1783, il entre à Peterhouse, Cambridge , obtenant son diplôme de huitième wrangler en 1787. La même année, il est élu à la bourse laissée vacante par John Wilson. Il passe à la MA en 1790 et retourne à Liverpool, mais en 1793, après la déclaration de guerre avec la France, la banque de son père fait faillite et il lui devient nécessaire de gagner sa vie.
Par l'intermédiaire d'Edward Morris, un ami d'université, Smyth est choisi en 1793 par Richard Brinsley Sheridan comme tuteur de son fils aîné Thomas. Il vit avec son élève à Wanstead, à Bognor et à Cambridge, et voit beaucoup de Sheridan lui-même ; mais la relation est gênante à la fois personnellement et financièrement. Lorsque Smyth accompagne son élève à Cambridge en 1803, il reçoit des factures du Théâtre de Drury Lane pour ses dépenses. En 1806, Thomas entre dans l'armée et Smyth devient tuteur de Peterhouse.
En 1807, sur la recommandation de ses amis politiques, Smyth est nommé professeur Regius d'histoire moderne, poste qu'il conserve jusqu'à sa mort. En 1825, il hérite d'une propriété et, conformément aux statuts du collège alors en vigueur, sa bourse est déclarée vacante. Il continue cependant à occuper ses chambres au collège, jusqu'à ce qu'en 1847 il se retire à Norwich, où il meurt, célibataire, le 24 juin 1849. Il est enterré dans la Cathédrale de Norwich, où il y a un vitrail à sa mémoire au-dessus de sa tombe.

## Héritage
Les deux vitraux de Munich de la chapelle de Peterhouse, représentant la Nativité et l'Ascension, sont créés en sa mémoire. Il y a un portrait de lui dans le hall de Peterhouse, donné par son frère, le Rev. Thomas Smyth (1778–1854), membre de l'Oriel College, Oxford, de 1800 à 1813, et vicaire de St Austell. Ce portrait est lithographié dans la cinquième édition de ses paroles anglaises, éditées par son frère en 1850. Le buste posthume du Fitzwilliam Museum, par Edward Hodges Baily, est copié d'après le tableau.

## Œuvres
- Une liste de livres recommandés (1817; 2e éd. 1828)
- Mémoire de Sheridan (1840) (imprimé privé).
- Conférences sur l'histoire moderne (2 vol.) (1840-181); dédié à Henry Petty, 3e marquis de Lansdowne ; révisé par Adam Sedgwick. vol. 1 vol. 2
- Conférences sur la Révolution française (3 vol.) (1840-1841) vol. 1 Innove. Les deux séries de conférences ont été rééditées avec les corrections de l'auteur dans la bibliothèque standard de Bohn (1855).

Smyth écrit beaucoup de vers, et ses paroles anglaises, publiées en 1797, qui sont saluées par l'Edinburgh Review, connaissent cinq éditions. L'opinion de Thomas Moore à leur égard est moins favorable : il accuse Smyth de s'approprier ses vers et de parodier ses chansons. Smyth écrit quelques-unes des paroles des Twelve Vocal Songs de Clarke Whitfield et écrit l'ode pour l'installation du prince William Frederick en tant que chancelier de l'université.
Smyth consacre ses dernières années à un travail sur les preuves du christianisme.